# Sixième bataille de l'Isonzo
Première Guerre mondiale
Batailles
- Première bataille
- Deuxième bataille
- Troisième bataille
- Quatrième bataille
- Cinquième bataille
- Sixième bataille
- Septième bataille
- Huitième bataille
- Neuvième bataille
- Dixième bataille
- Onzième bataille
- Douzième bataille

La sixième bataille de l'Isonzo, aussi connue sous le nom de bataille de Gorizia, est une victoire italienne contre les forces de l'Empire austro-hongrois lors la Première Guerre mondiale.

## Préambule
Le commandant en chef de l’armée austro-hongroise, Franz Graf Conrad von Hötzendorf, réduisit ses forces sur le front de l'Isonzo afin de renforcer ses troupes en vue d'une offensive sur le Trentin.
Le chef d'état-major italien Luigi Cadorna repositionna alors rapidement, par transports sur chemin de fer, certaines de ses troupes du Trentin vers le front de l'Isonzo, afin d'attaquer les défenses ennemies affaiblies.

## La bataille
Le 6 août 1916, l'offensive est lancée sur Gorizia. L'attaque est concentrée sur deux zones : la zone des collines comme la Sabotin à l’ouest de la rivière Isonzo près de Gorizia, et la pointe ouest du plateau du Carso, près de Doberdò del Lago. 
Lors de la bataille de Doberdò del Lago, les Italiens réussirent à conquérir les grands axes routiers qui vont de Duì à Gorizia. Les forces austro-hongroises firent alors retraite sur le Mont San Gabriele à l'est de Gorizia, laissant la ville aux Italiens.
Le 8 août, Gorizia est occupée par les Italiens, qui traversent l’Isonzo et établissent une tête de pont. Les troupes austro-hongroises vont renforcer ce secteur afin d’empêcher une percée italienne. Le général Cadorna, satisfait des résultats obtenus, fait cesser l’offensive le 17 août.

## Bilan

L'avancée suite à la bataille.

L’attaque et la prise de Gorizia constituent le plus grand succès de cette offensive sur l’Isonzo, ce qui stimula le moral des troupes italiennes.
Certains historiens[Qui ?] soutiennent que cette bataille fut cependant inutile, le gain de terrain étant minime. D’autres estiment qu'elle fut une victoire tactique, les Autrichiens à court de troupes étant obligés de faire retraite sur le territoire slovène.
Le général Luigi Cadorna sacrifia des milliers de soldats dans de vaines tentatives pour faire avancer ses troupes vers Ljubljana et Trieste, au cours de douze batailles sur l'Isonzo.
Après cette sixième bataille, le 28 août 1916, l'Italie déclara la guerre à l'Allemagne.
Selon les chiffres officiels, les Italiens perdirent 1 759 officiers et environ 50 000 soldats, les Austro-Hongrois 862 officiers et environ 40 000 soldats.
Cette victoire italienne est amère quant aux coûts disproportionnés des pertes humaines. La bataille de Gorizia fait l'objet d'une célèbre chanson traditionnelle italienne .

## Article connexe

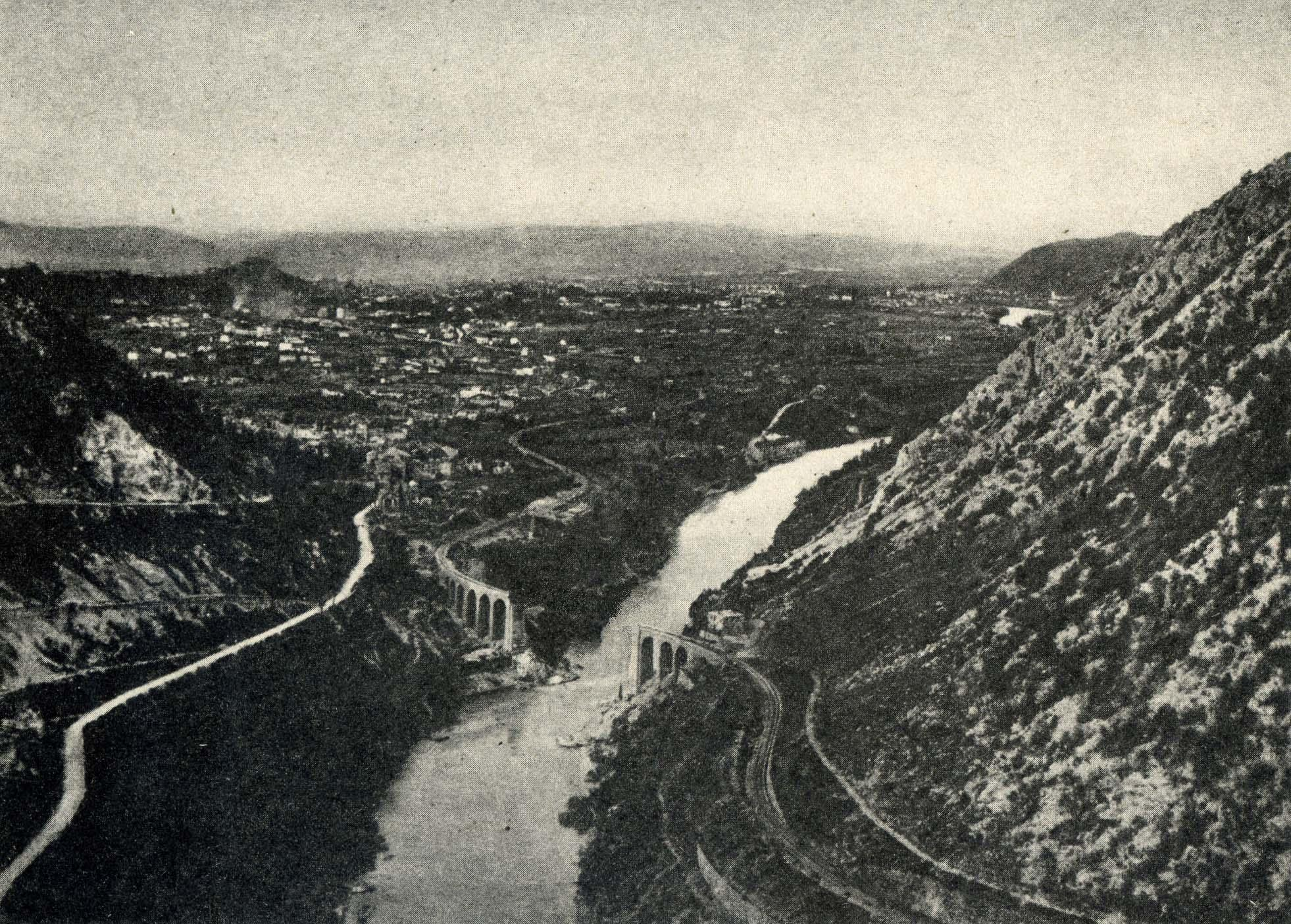
Gorizia et l'Isonzo